# Botanická zahrada

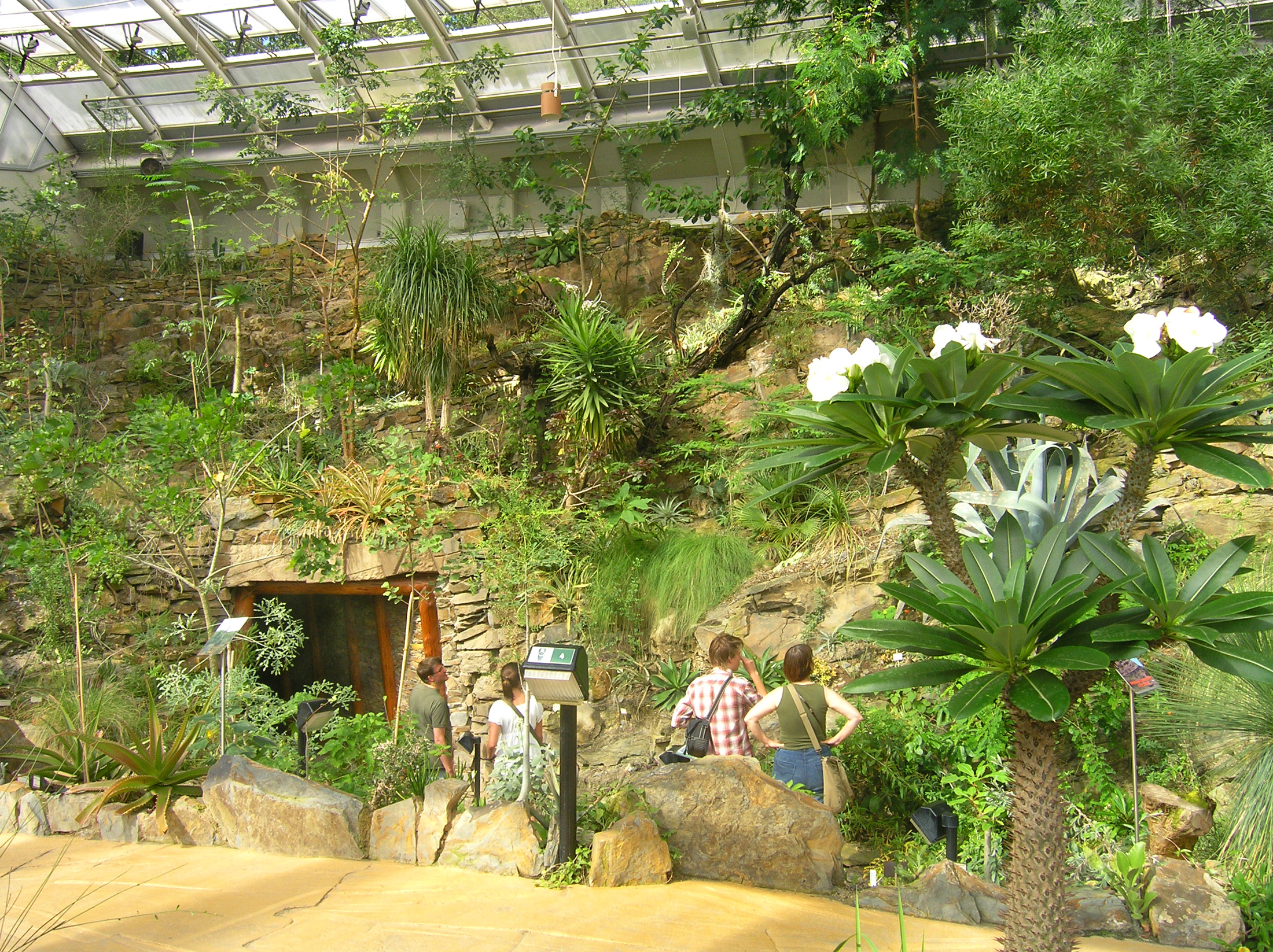
Skleník Fata Morgana v Pražské botanické zahradě v Troji

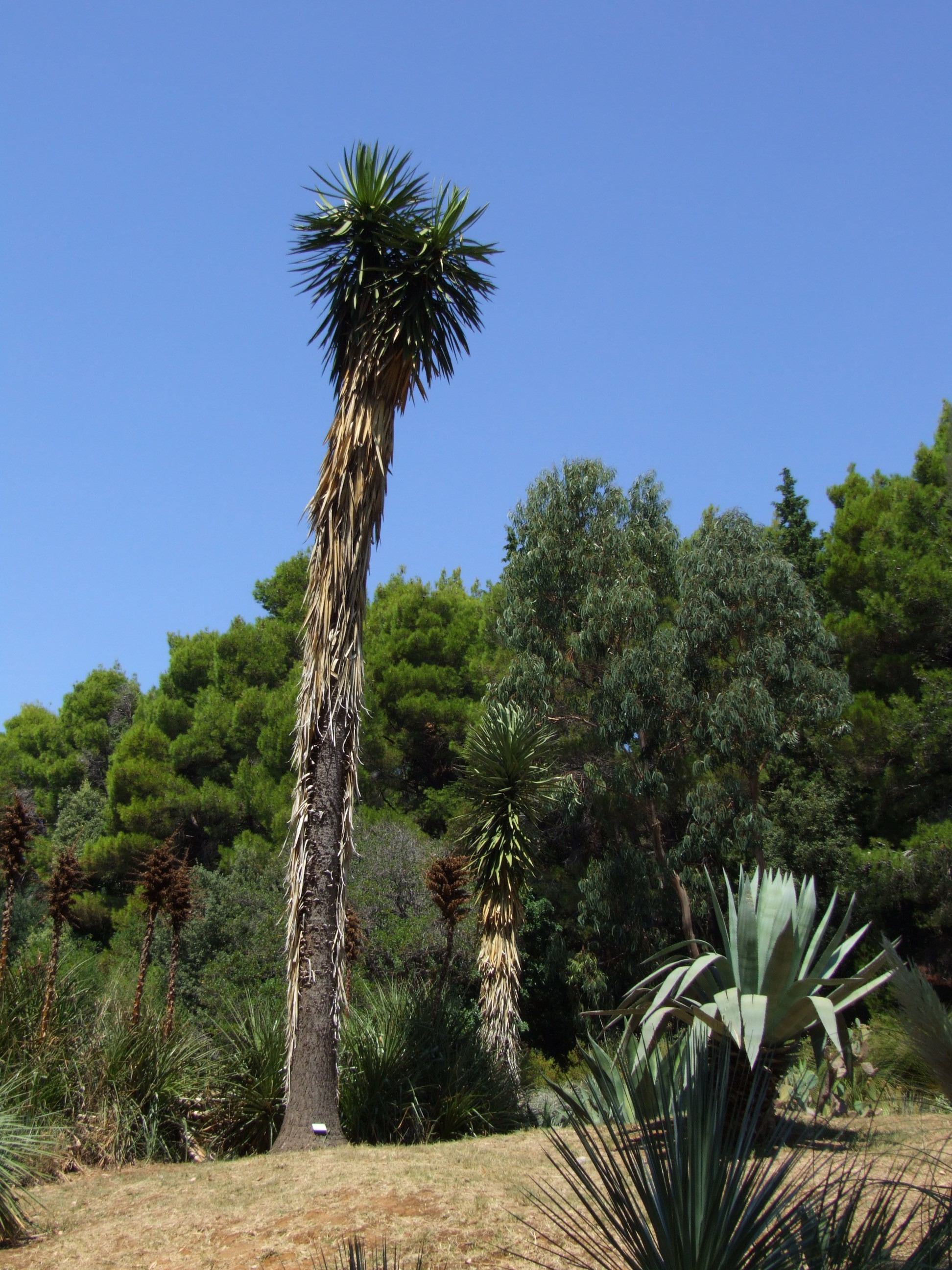
Botanická zahrada na ostrově Lokrum, Chorvatsko

Botanická zahrada je obvykle uměle vysazená zahrada, která prezentuje veřejnosti ucelené a odborně zpracované sbírky rostlin. Sbírky slouží také pro ekologickou výchovu a vzdělávání, i pro výuku zvláště středních a vysokých škol. Jedním z hlavních úkolů botanických zahrad je ochrana genofondu rostlin. Větší botanické zahrady také plní rekreační funkci městské zeleně.[zdroj?] Úkolem zahrad je udržovat živé sbírky a expozice a tím se podílet na ex situ ochraně planých i kulturních rostlin.

## Charakteristika
Charakteristika botanické zahrady podle Unie botanických zahrad České republiky:
1. Botanická zahrada pěstuje minimálně 500 taxonů či kultivarů rostlin.
2. Zahrada je otevřená veřejnosti alespoň po 2 měsíce v roce nebo slouží k pravidelné výuce.
3. Má tým pracovníků odborně způsobilý plnit kritéria pro činnost botanické zahrady a dbá o jejich soustavný odborný růst. Kvalita a počet odborného personálu odpovídá počtu pěstovaných rostlin.

Botanické zahrady mají rostliny obvykle viditelně označeny jmenovkami a funkční informační systém popisující expozice. Často pořádají vzdělávací a výchovné programy v oblasti botaniky, dendrologie, zahradnictví, lesnictví nebo ochrany přírody či akce pro veřejnost s podobným zaměřením.
Většina botanických zahrad vydává pravidelně Index Seminum v tištěné podobě nebo elektronicky a příležitostně Index plantarum nebo má seznam pěstovaných rostlin přístupný v databázi.
Pro činnosti zahrad je nutný odborně zpracovaný management sbírek a expozic trvalých kultur živých rostlin a zajištění kontinuity botanické zahrady, umožňující soustavné udržování a rozvoj sbírek.

## Zřizovatelé botanických zahrad
- stát
- města
- vysoké školy
- střední školy
- akademie věd
- soukromé subjekty